# Christian Krohg
Christian Krohg (Vestre Aker, 1852. augusztus 13. – Christiania, 1925. október 16.) norvég naturalista festő, könyvillusztrátor, író és újságíró. 

## Élete és munkássága
Krohg az ügyvéd és államférfi Georg Anton Krohg fiaként, illetve Christian Krohg miniszter unokájaként látta meg a napvilágot. Krohg jogot tanult az Oslói Egyetemen, ezután Németországban folytatta tanulmányait a Badeni Művészetek Iskolájában Hans Gude szárnyai alatt, Karlsruhéban. Később Párizsba költözött két évre 1881 és 1882 közt. 
A realista festőktől vette át, hogy a mindennapi élet jeleneteiből merítsen képeihez ihletet, különös figyelemmel annak árnyoldalaira, illetve szociális hiányosságaira. Részben a prostituáltakról készített képeiről vált híressé. A prostitúció volt a témája az 1886-ban megjelent Albertine című regényének, melynek első publikációja botrányt keltett és a rendőrség elkobozta. 
Krohg erőteljes és őszinte stílusa az egyik vezető művészévé teszi a romanticizmus és a naturalizmus közti átmenetnek, mely oly jellemző a norvég festőkre ebben az időszakban. Részt vett a skageni festők körében, akik a dániai Skagen kisvárosban alakítottak ki jelentős skandináv festői iskolát a 19. század végén, a 20. század elején.
Krohg volt a szerkesztő-alapítója az Impressionisten nevű a bohém újságnak 1886-ban. Ezután az oslói Verdens Gang újságírója volt 1890-től 1910-ig, ahol jelentős portrékat közölt. Ezután a Norvég Szépművészeti Akadémia (Statens Kunstakademi) professzor-igazgatója lett 1909 és 1925 közt. 
Felesége, Oda Krohg szintén festőművész volt, fiuk, Per Krohg muralista lett. Legjelentősebb munkái a Norvég Nemzeti Művészeti, Építészeti és Dizájnmúzeumban és a dániai Skagens Museumban láthatók.

## Magyarul
- Krohg Krisztián: Albertine. Regény; ford. Szigethyné Szalay Erzsi; Magyar Irodalmi Rt., Bp., 1895 (A "Magyar Újság" regénycsarnoka)

## Galéria

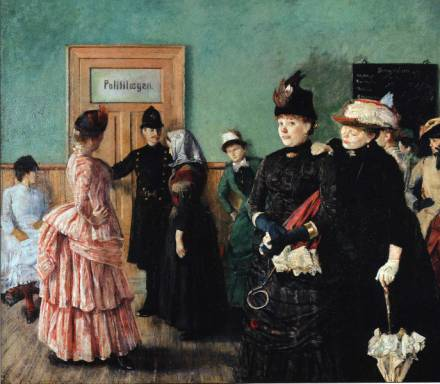
Albertine a rendőrkapitányság orvosának várószobájában (1885–87)
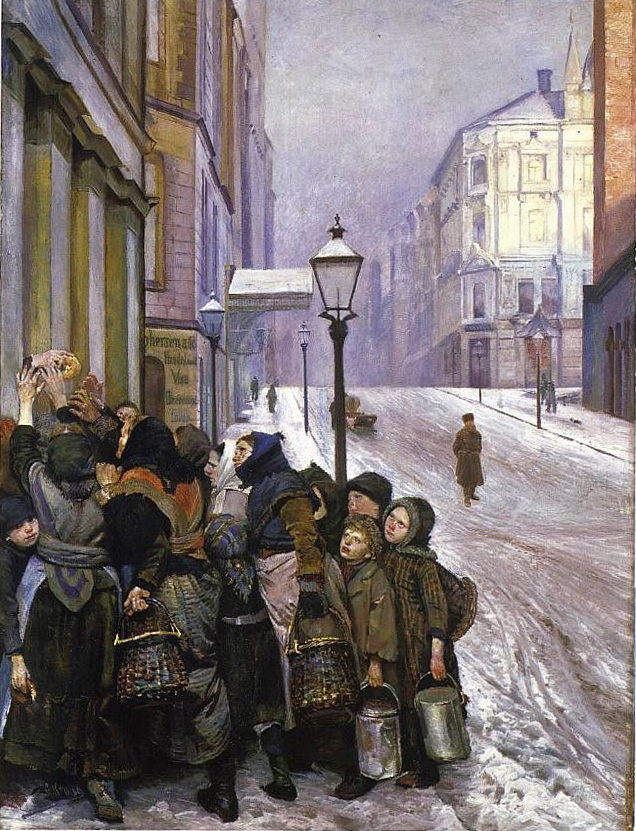
Harc a létért (1889)
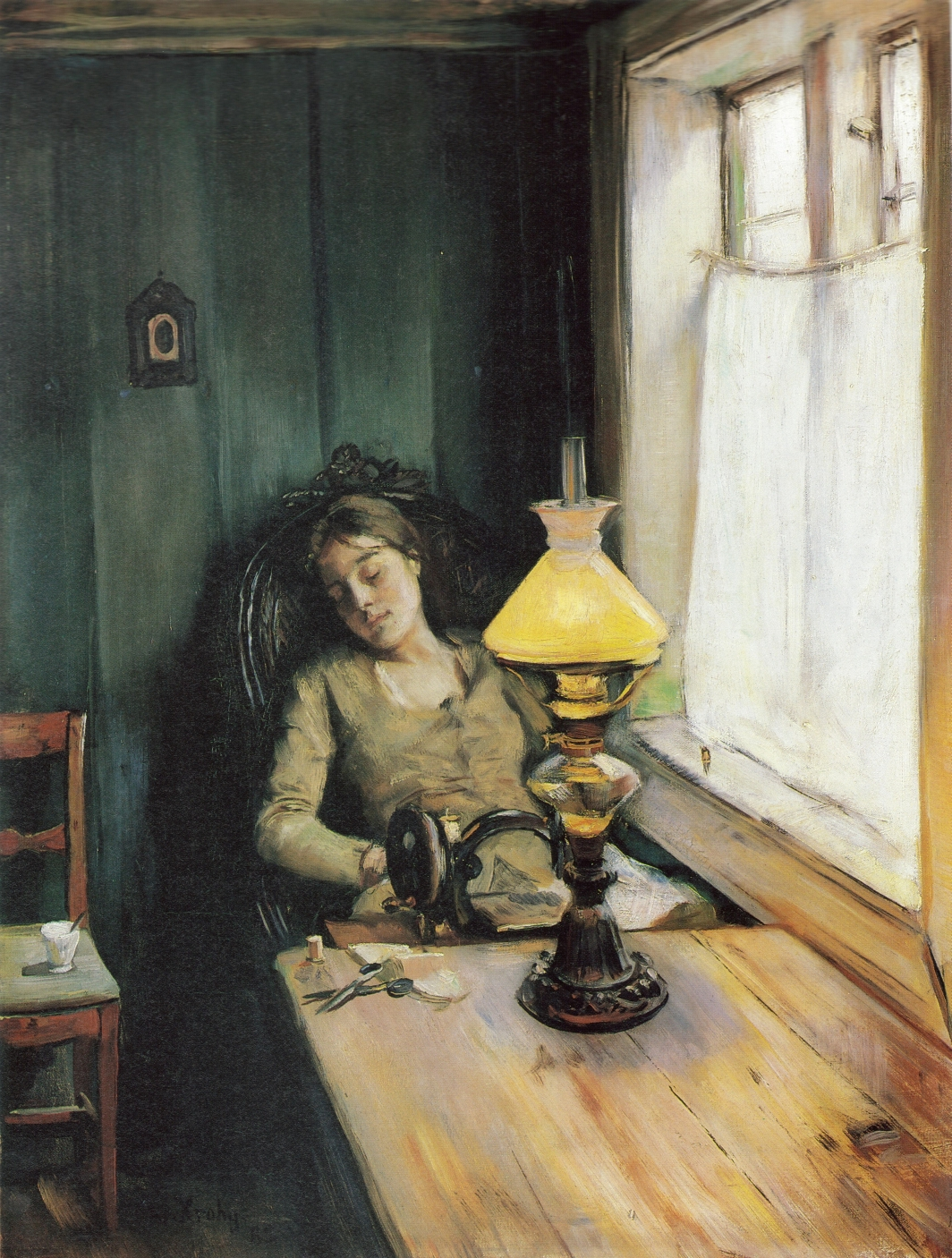
Fáradtság (1885)
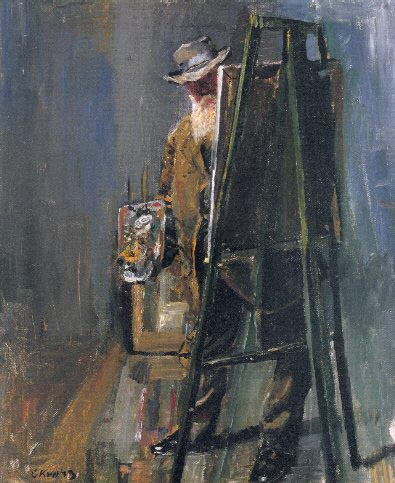
Önarckép festőállvánnyal (1912)
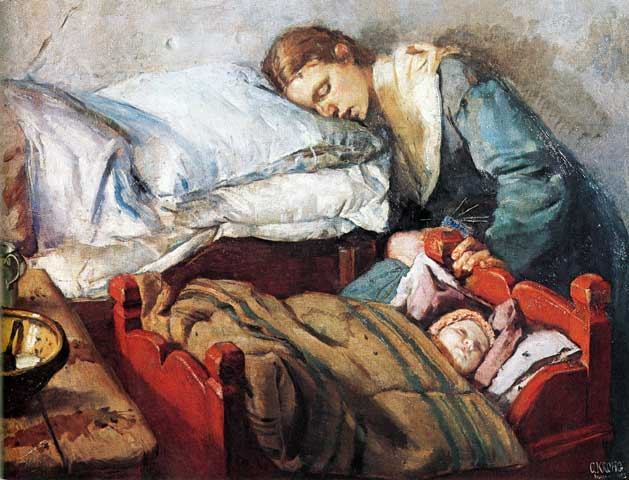
Alvó anya és gyermeke (1883)
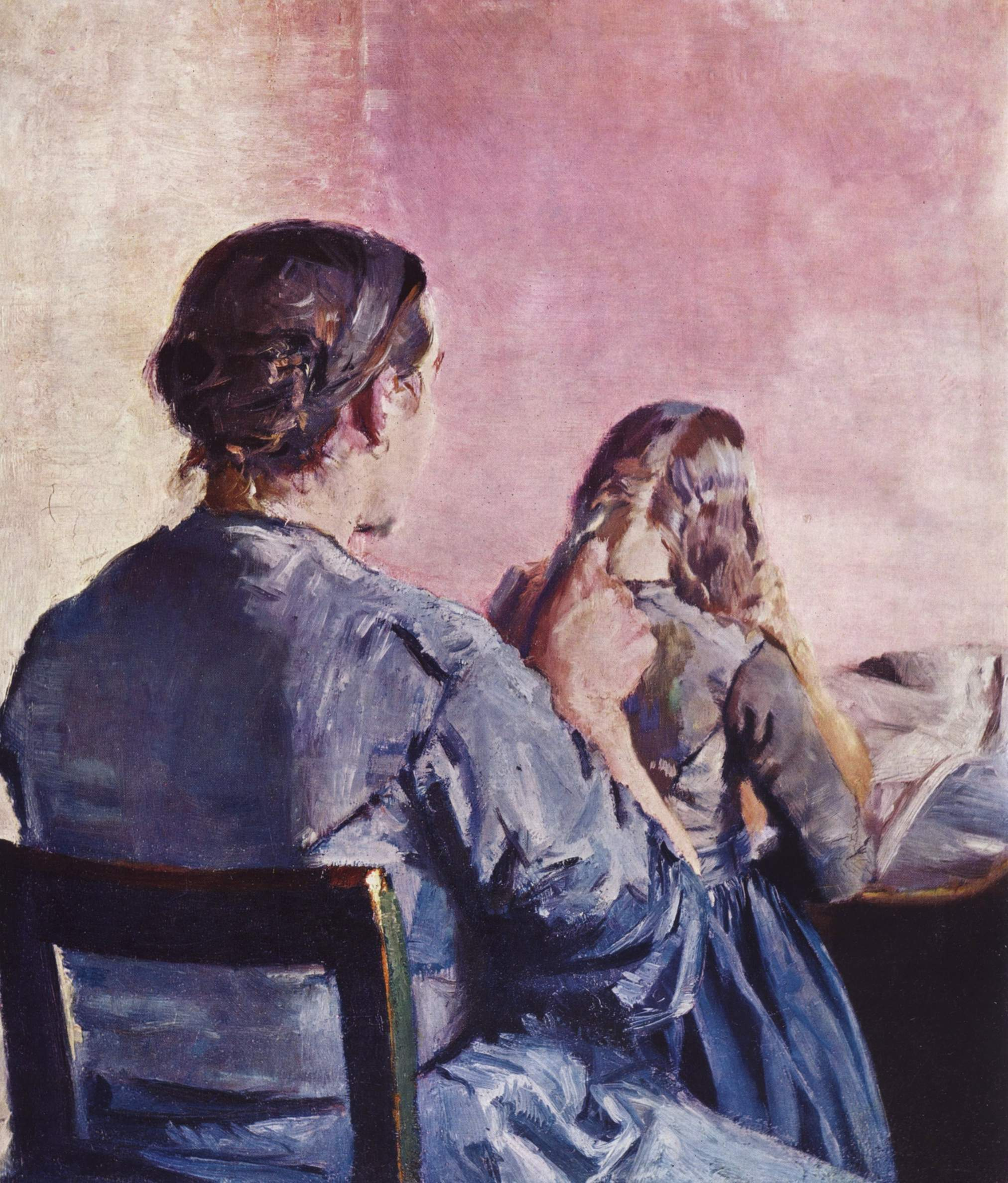
Hajfonás (1882)
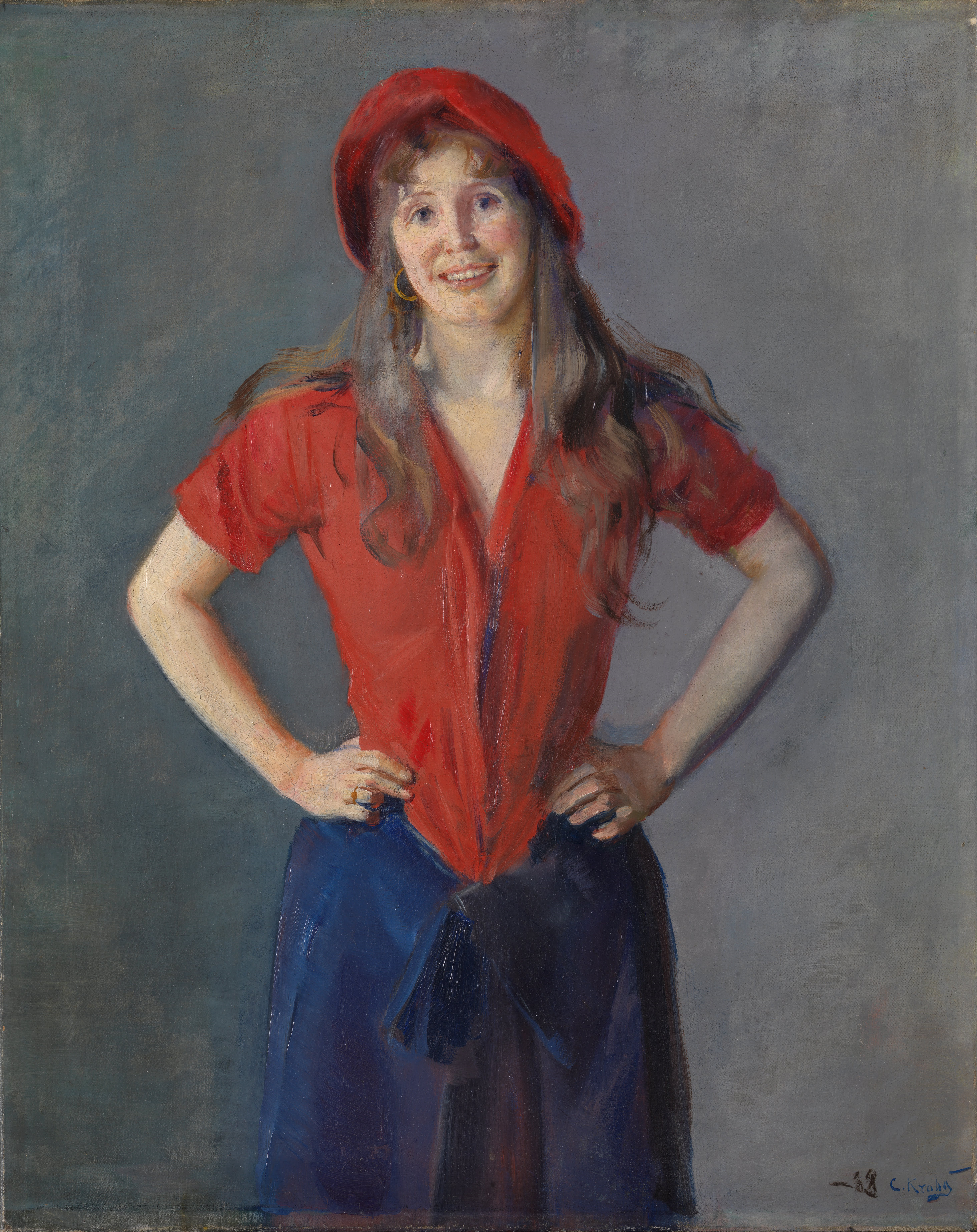
Oda Krohg portréja (1886)
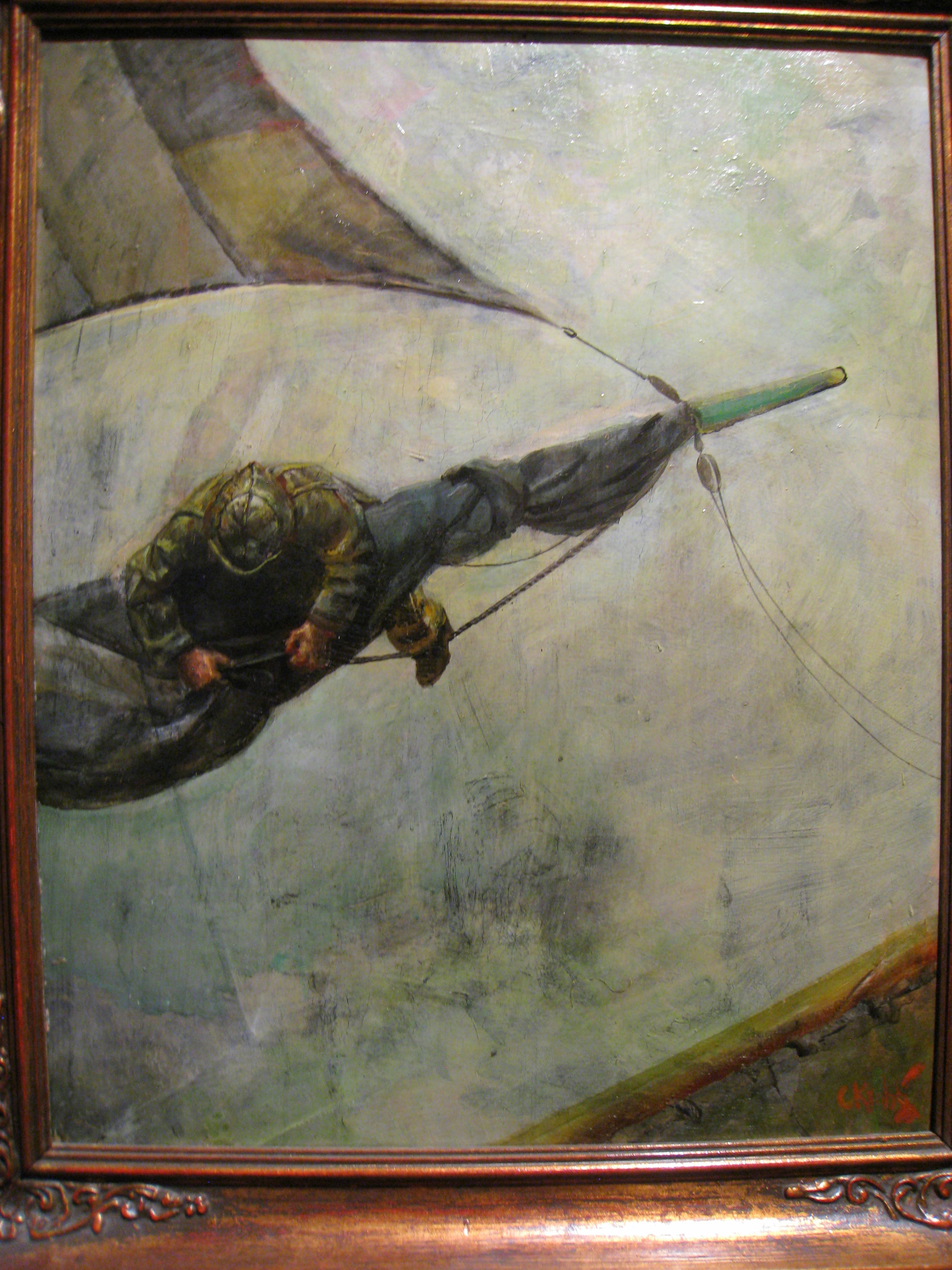
Vitorla becsavarása
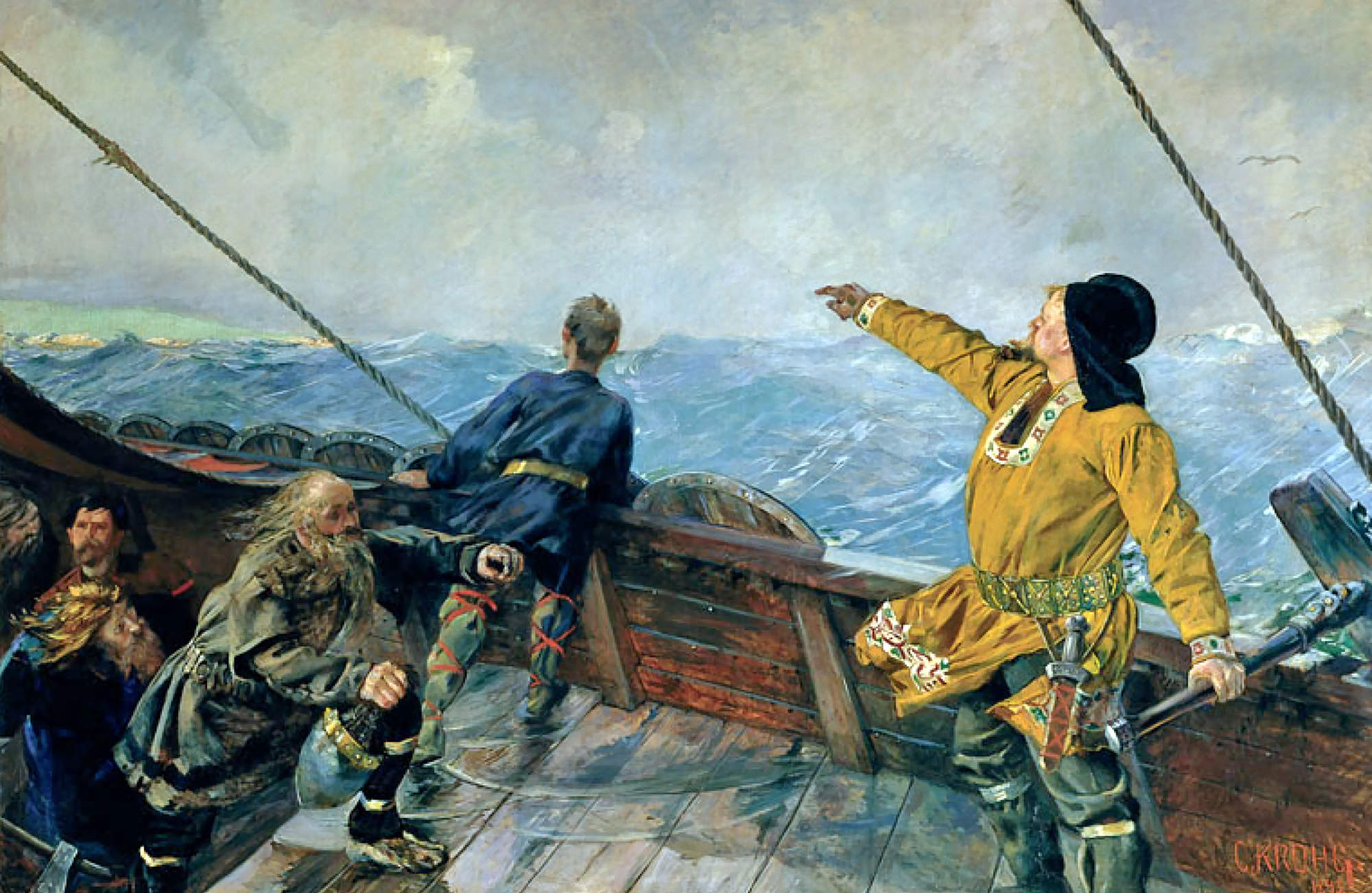
Leif Eriksson felfedezi Amerikát (1893)
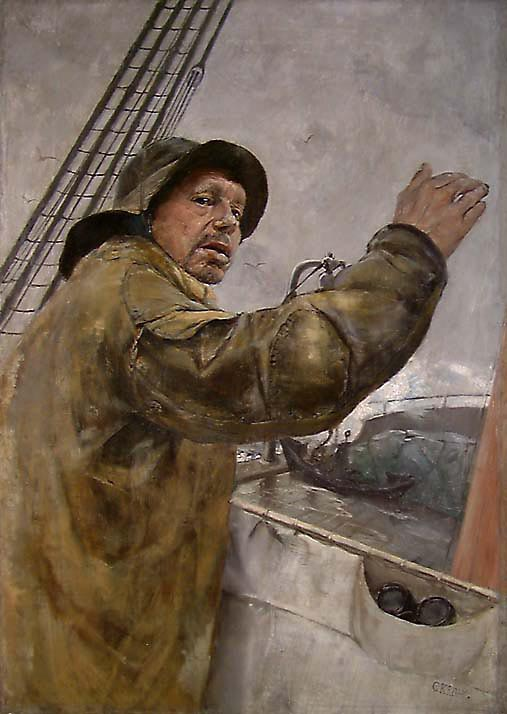
Kikötőben (1879)
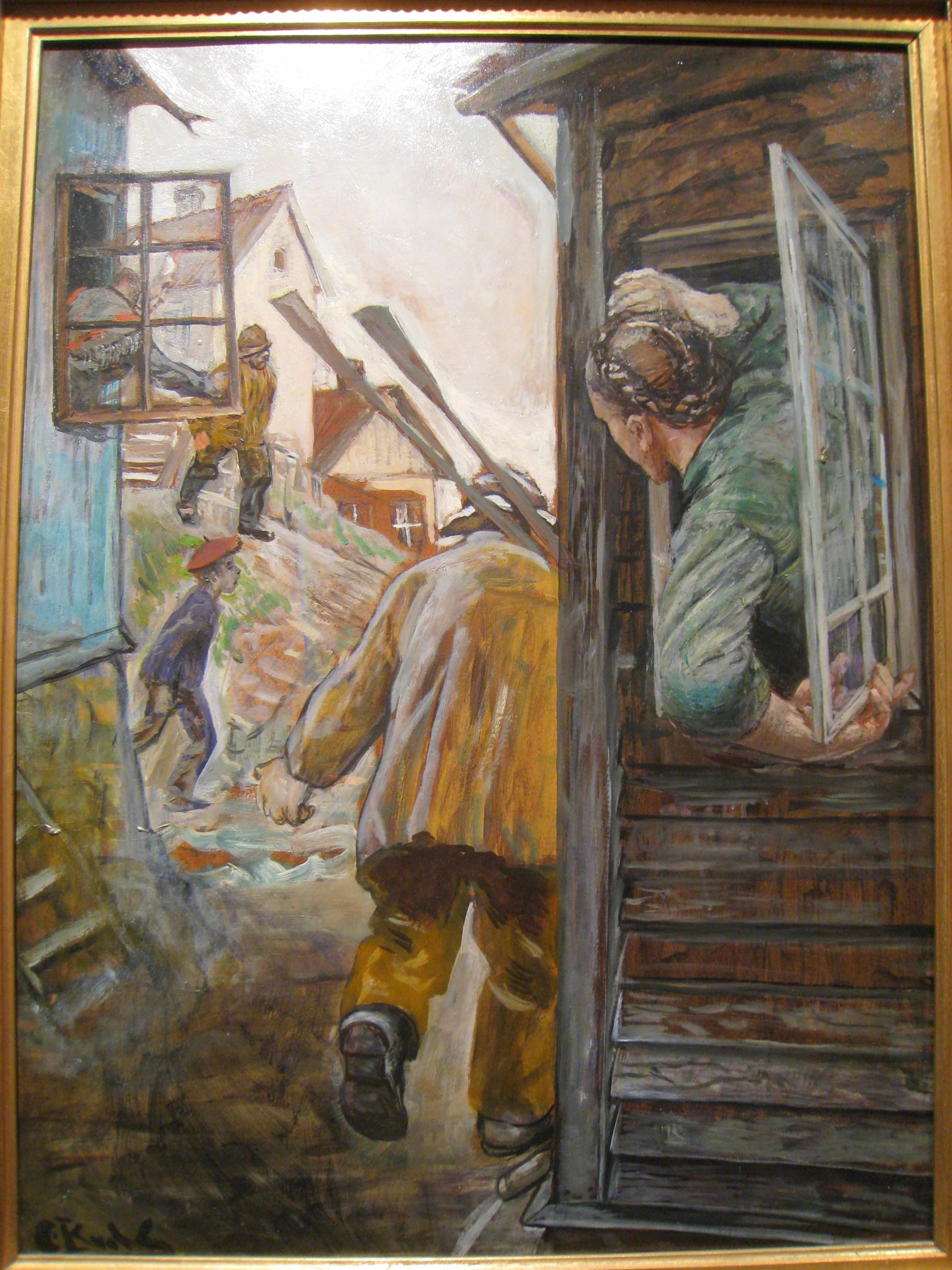
Heringfogás
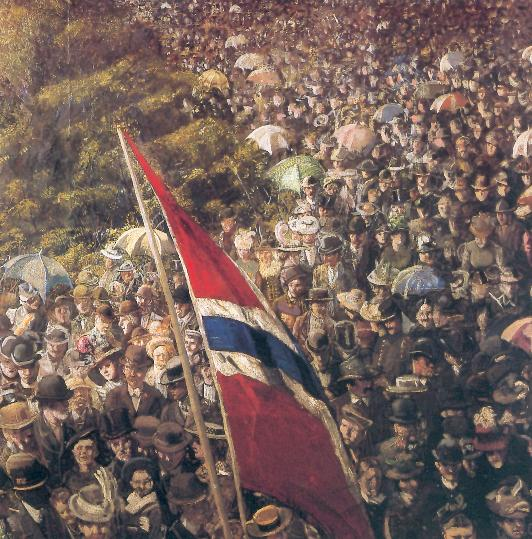
1893. május 17.

## Fordítás
- Ez a szócikk részben vagy egészben  a   Christian Krohg című angol Wikipédia-szócikk ezen változatának fordításán alapul.  Az eredeti cikk szerkesztőit annak laptörténete sorolja fel. Ez a jelzés csupán a megfogalmazás eredetét és a szerzői jogokat jelzi, nem szolgál a cikkben szereplő információk forrásmegjelöléseként.